# Белов, Пётр Дмитриевич
Пётр Дмитриевич Белов (15 октября 1898 — 24 марта 1982) — советский военный деятель, участник Великой Отечественной войны, командир 16-й танковой бригады, генерал-майор танковых войск (27.06.1945).

## Биография

### Начальная биография
Родился 15 октября 1898 года[по какому календарю?] в деревне Парфенькино Петровской волости Клинского уезда Московской губернии (ныне городской округ Клин Московской области). Русский. Член ВКП(б) с 1920 г. (п/б № 01858372). Образование. Окончил окружные военно-политические курсы Московского ВО (1922), АКУКС РККА (1927), командный факультет Военной академии механизации и моторизации РККА (1937).

### Служба в армии
Служба в Красной армии. С 15 октября 1918 года — красноармеец Московского рабочего полка. С февраля 1920 года — помощник командира взвода, с марта 1920 года — старшина Московского рабочего полка.
С июля 1920 года — политбоец 30-го пехотного запасного полка Московского ВО. С июля 1920 г. — политбоец 2-го запасного пехотного полка Западного фронта.
С августа 1920 года — политический руководитель 496-го пехотного полка 56-й дивизии.
С марта 1921 года — политический руководитель Московского рабочего полка.
С мая 1921 года — курсант окружных военно-политических курсов Московского ВО.
С февраля 1922 года — военком 335-й саперной роты 18-й стрелковой дивизии.
С августа 1923 года — врид военкома управления дивизионного инженера 18-й дивизии.
С мая 1924 года — военком батареи легкого артдивизиона той же дивизии.
С ноября 1924 года — политический руководитель отдельного артдивизиона Московского стрелкового полка.
С октября 1926 года — слушатель артиллерийских курсов усовершенствования командного состава РККА.
С 8 февраля 1930 г. — командир батареи Московской Пролетарской дивизии. С 21 апреля 1931 года — командир артдивизиона.
С февраля 1933 г. по июнь 1937 года — слушатель Военной академии механизации и моторизации РККА им. И. В. Сталина.
Приказом НКО № 2635 от 27.06.1937 года назначен начальником 5-го отделения штаба 5-го механизированного корпуса. Приказом НКО № 0181 от 16.01.1940 года назначен помощником командира бригады по строевой части 55-й легкотанковой бригады. Приказом НКО № 03305 от 20.07.1940 г. назначен командиром 28-го танкового полка 14-й танковой дивизии.

### В Великую Отечественную войну
С августа 1941 года — в резерве командующего Западным фронтом.
С 30 сентября 1941 года — заместитель командира 16-й танковой бригады.
С 5 апреля 1942 года — заместитель командующего 42-й армией по АБТВ.
С 17 марта 1943 года — врид командующего БТ и МВ 67-й армией. Приказом НКО № 02363 от 07.04.1943 г. утверждён в занимаемой должности.
С 14 июня 1943 года — врид командующего БТ и МВ 55-й армией .
Со 2 августа 1943 года — в распоряжении УК БТ и МВ.
С 15 декабря 1943 года — заместитель командира 10-го гв. танкового корпуса (до этого врид).
С 18 января 1945 года — врид начальника штаба,
27 апреля 1945 года — врид заместителя командира 10-го гв. танкового корпуса.

### После войны
С июля 1945 г. в распоряжении командующего БТиМВ КА.
С 1 июля 1946 года — заместитель начальника кафедры штабной службы академии БТ и МВ. В январе 1948 года откомандирован в распоряжение управления по внешним сношениям Генштаба ВС.
Со 2 сентября 1949 года — старший преподаватель кафедры тактики Военной академии БТиМВ.
С 24 января 1951 года — заместитель начальника учебного отдела Военной академии механизации и моторизации РККА им. И. В. Сталина.
С 25 мая 1951 года — и. о. начальника учебного отдела Военной академии бронетанковых войск.
Приказом МО СССР № 0118 от 30.01.1963 года уволен в отставку по ст. 60б. Проживал в Москве.
Умер 24 марта 1982 года. Похоронен в Москве на Введенском кладбище.

## Награды
- Орден Ленина (21.02.1945)[3]
- Четыре Ордена Красного Знамени (30.08.1944, 03.11.1944, 20.06.1949, 15.09.1961)[4]
- Орден Суворова II степени (06.04.1945)[2][5]
- Орден Кутузова II степени (31.05.1945)[2][6]
- Орден Отечественной войны I степени (18.05.1944)[7]
- Орден Красной Звезды (22.02.1939)[2][8]
- Медаль «За боевые заслуги»
- Медаль «За оборону Ленинграда» (22.12.1942)[9]
- Медаль «В ознаменование 100-летия со дня рождения Владимира Ильича Ленина» (6 апреля 1970)
- Медаль «За победу над Германией в Великой Отечественной войне 1941—1945 гг.» (9 мая 1945[10])[11]
- Юбилейная медаль «Двадцать лет Победы в Великой Отечественной войне 1941—1945 гг.» (7 мая 1965[12])
- Юбилейная медаль «Тридцать лет Победы в Великой Отечественной войне 1941—1945 гг.»[13]
- Медаль «Ветеран Вооружённых Сил СССР»
- Медаль «XX лет РККА»
- Медаль «30 лет Советской Армии и Флота»[14]
- Юбилейная медаль «40 лет Вооружённых Сил СССР»[15]
- Юбилейная медаль «50 лет Вооружённых Сил СССР» (26 декабря 1967[16])
- Юбилейная медаль «60 лет Вооружённых Сил СССР» (28 января 1978[17])

## Память
- Его имя увековечено в Главном Храме Вооружённых сил России, и навсегда запечатлено на мемориале «Дорога памяти»
- На могиле установлен надгробный памятник